# Rick Joyner

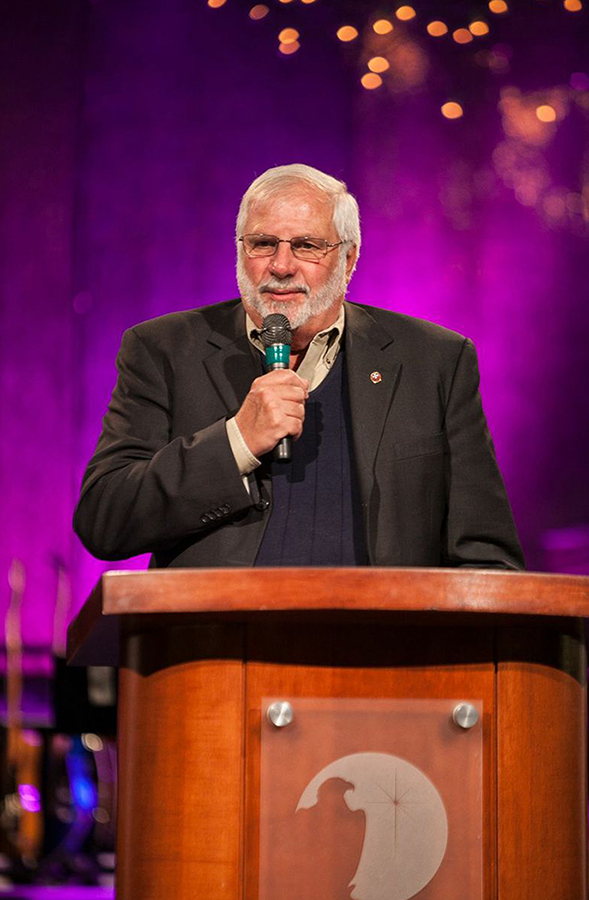
Rick Joyner

Rick Joyner, född 1949, är en amerikansk karismatisk predikant, som räknas till Kansasprofeterna.

## Biografi
Joyner växte upp i en problematisk familj i Richmond, Virginia, USA. Han gick aldrig gymnasiet utan säger att han lärde sig genom att läsa uppslagsverken hemma. Han tjänstgjorde en tid i flottan. Joyner berättar att han provade på droger som ung. Han kom till tro genom Jesusfolket.
Han fick förnyad tro efter att hans firma gått i konkurs i slutet på 1970-talet. Han blev pastor i en församling i Raleigh, North Carolina, USA, men den föll samman i början av 1980-talet.
Joyner har kopplingar till Lakelandväckelsen och dess ledare Todd Bentley. Joyner hjälpte Bentley att komma tillbaka som predikant efter att Bentley kritiserats hårt i samband med en otrohetsaffär och sin följande skilsmässa och omgifte. I mars 2009 berättade Joyner att han hjälpt Bentley i hans helandetjänst.
Joyner leder nu MorningstarMinistries.

## Kritik
Kritiker menar att Joyner mer lägger tyngdpunkt på sina egna påstådda uppenbarelser än på Bibeln och därför på många sätt har lämnat den klassiska kristendomen. Många menar att hans lära är vilseledande och farlig.
Kritik har också framförts mot att Joyner är medlem i Malteserorden, vilket i själva verket inte är Malteserorden utan en falsk, självutnämnd orden. Vissa har hävdat att detta är ett hemligt sällskap.